# Nemetschek
Koncern Nemetschek je celosvětově vedoucím výrobcem softwaru pro architekty, inženýry a stavební průmysl. Společnost vyvíjí a distribuuje řešení pro projektování, výstavbu a užívání stavebních objektů a nemovitostí jakož i multimédia. Koncern Nemetschek má podle vlastních údajů se všemi dceřinými společnostmi asi 300 000 zákazníků ve více než 142 zemích (stav 2012).

## Historie
Společnost byla založena v roce 1963 prof. Georgem Nemetschkem pod názvem Inženýrská kancelář pro stavebnictví (Ingenieurbüro für das Bauwesen) s těžištěm projektování nosných konstrukcí. Přitom inženýrská kancelář používala jako jedna z prvních společností v branži počítače a vyvíjela software pro vlastní potřebu. V roce 1977 zahájil Nemetschek distribuci svého Programového systému Statika 97/77 pro inženýrské stavby.
Na Hannoverském veletrhu (Hannover Messe) v roce 1980 prezentoval Nemetschek softwarový balík pro integrované výpočty a konstrukce standardních stavebních dílů pro masivní konstrukce. Tak byl poprvé umožněn Computer Aided Engineering (CAE) na Mikropočítačích, produkt měl dlouhá léta monopolní postavení.

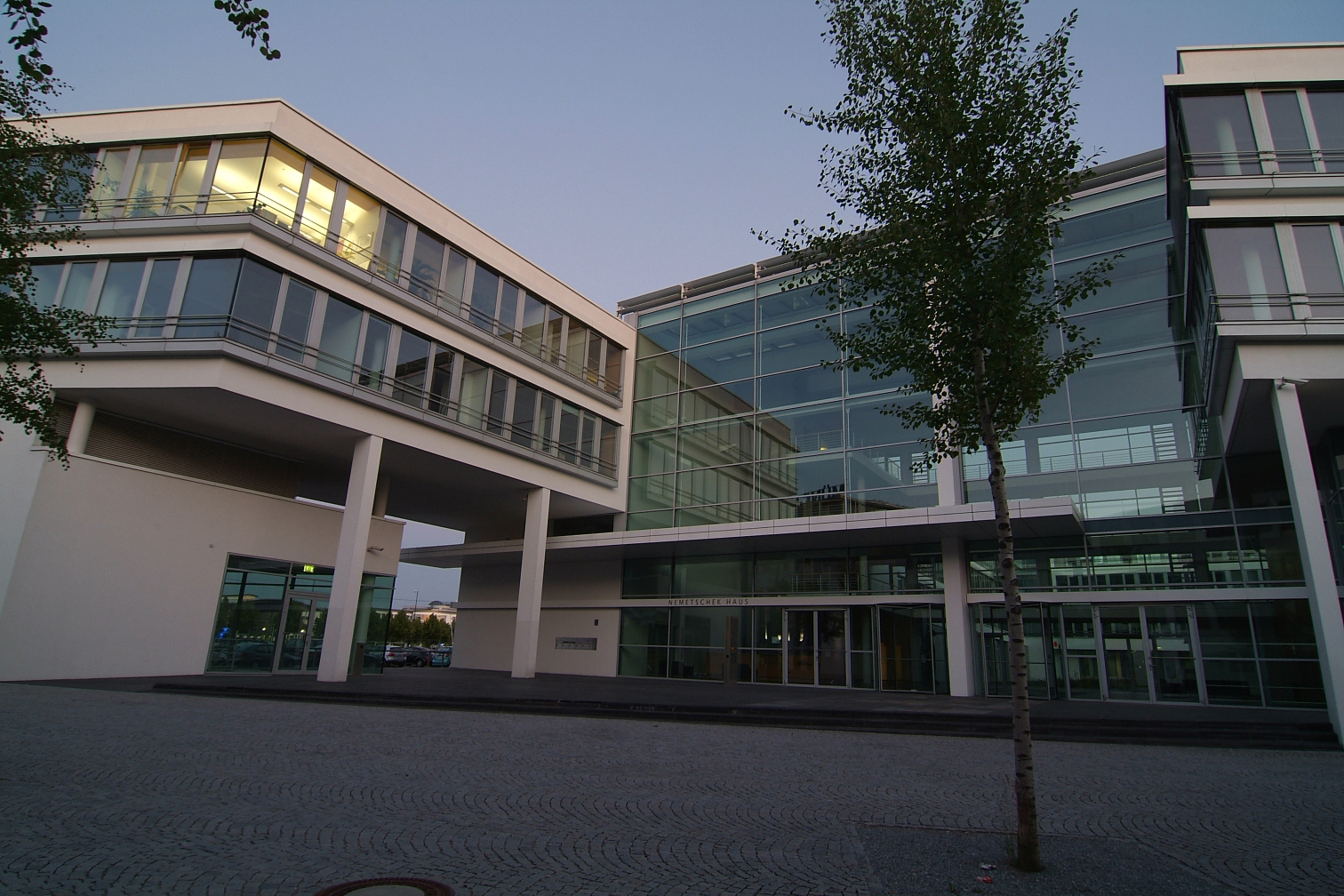
Hlavní sídlo společnosti Nemetschek AG v Mnichově

V roce 1981 byla založena společnost Nemetschek Programmsystem GmbH, která převzala distribuci softwaru; vývoj programů prováděla nadále inženýrská kancelář Georga Nemetschka. Hlavní produkt Allplan, CAD systém pro architekty a inženýry, byl představen v roce 1984. S ním mohli projektanti modelovat budovy trojrozměrně. Koncem 80. let zahájil Nemetschek mezinárodní expanzi: v roce 1996 měla společnost dceřiné společnosti v osmi evropských zemích, distribuční partnery v devíti zemích Evropy a od roku 1992 také další vývojové stanoviště v Bratislavě, Slovensko. Koncem 90. let k tomu přibyly první koupě společností, například společnosti nabízející programy pro statiku Friedrich + Lochner.
Společnost vystupující od roku 1994 pod názvem Nemetschek AG šla v roce 1999 na burzu a je od té doby notována v Prime Standard ve Frankfurtu. Následovala řada převzetí podniků, mezi nimi jako jedna z největších akvizicí americká Diehl Graphsoft (dnes Nemetschek Vectorworks s produktem Vectorworks) a MAXON Computer se softwarem Cinema 4D pro vizualizaci a animaci. Po fázi konsolidace následovala v roce 2006 další převzetí: přikoupením maďarské Graphisoft a belgické SCIA Internationa'l se společnost Nemetschek vypracovala k jedné z vedoucích společností nabízejících AEC softwarová řešení (Architecture, Engineering, Construction) v Evropě.
Nemetschek je mj. členem BuildingSMART e.V. a Deutschen Gesellschaft für Nachhaltiges Bauen (Německá společnost pro trvale udržitelnou výstavbu) (DGNB).

## Oblasti působnosti
Od roku 2008 působí Nemetschek AG jako holding se čtyřmi divizemi: Projektování (architektura a inženýrské stavitelství), Výstavba, Užívání a Multimedia. Pod střechou holdingu je vedeno dvanáct dalekosáhle samostatných značek výrobků.

## Největší dceřiné společnosti
Allplan
Allplan se sídlem v Mnichově byla založena 1. ledna 2008. Vyvíjí a distribuuje dlouholetý klíčový produkt společnosti Nemetschek, výrobkovou řadu Allplan. Společnost zaměstnává podle vlastních údajů přibližně 400 zaměstnanců (2012). Allplan je platformovým softwarem pro architekty, projektanty, dodavatele staveb a facility manager pro projektování a využívání objektů a je používán po celé Evropě. Allplan Campus se obrací speciálně na studenty, internetová platforma pro školáky, studenty a učitele. Poskytuje downloady, filmy pro e-learning a materiál pro školení pro budoucí architekty, stavitelské kresliče nebo inženýry.
Graphisoft
Graphisoft je mezinárodně působící společnost nabízející software pro architekty. Společnost byla založena v roce 1982 a dnes zaměstnává více než 230 zaměstnanců. Centrála je v Budapešti a vlastní mezinárodní pobočky v USA, ve Velké Británii, ve Španělsku, Japonsku a v Singapuru. Software pro architekty ArchiCAD používá podle vlastních údajů ve více než 80 zemích světa přibližně 100 000 zákazníků.
Vectorworks
Vectorworks, dřívější Diehl Graphsoft, se sídlem ve státu Columbia (Maryland) vyvíjí a distribuuje více než 20 let celosvětově software pro projektanty. Je zde zaměstnáno přibližně 90 zaměstnanců (2009). Výrobková řada Vectorworks nabízí profesionální projektová řešení pro architekty, úpravu interiérů, zábavní průmysl, zahradní a krajinnou architekturu a strojírenství. Vectorworks je podle údajů výrobce používán po celém světě v 85 zemích.
Scia
V roce 1974 založená Scia (název stojí pro Scientific Applications) se sídlem v belgickém Herk-de-Stad vyvíjí a distribuuje software pro statické výpočty, plánování a výrobu nosných konstrukcí s těžištěm na Building Information Modeling (BIM). Scia nv je 100% dcerou společnosti Nemetschek AG a podle vlastních údajů zaměstnává v deseti sídlech po celém světě více než 100 zaměstnanců.